# Nuclid primordial
În geochimie, geofizică și fizică geonucleară, nuclizii primordiali (sau izotopii primordiali) sunt nuclizii aflați pe Pământ care au existat în forma lor actuală încă înaintea formării Pământului. Nuclizii primordiali au fost prezenți în mediul interstelar din care s-a format Sistemul Solar și s-au fost formate în timpul Big Bangului sau ulterior. Procesele de formare au fost nucleosinteza în stele și supernove, urmate de ejecție de masă, spalație cu radiație cosmică, potențial și din alte procese. Aceștia sunt nuclizii stabili, plus fracțiunea radionuclizilor de viață lungă care au supraviețuit de la formarea lor în nebuloasa primordială. Practic, sunt cunoscuți doar 286 astfel de nuclizi. 

## Stabilitate
Toți cei 252 de nuclizi stabili cunoscuți, plus alți 34 de radionuclizi care posedă timpi de înjumătățire suficient de lungi pentru a supraviețui timpului scurs de la formarea Pământului, sunt identificați drept nuclizi primordiali. Acești 34 radionuclizi primordiali reprezintă izotopi ai 28 de elemente diferite. Elementele cadmiu, telur, xenon, neodim, samariu și uraniu au fiecare câte doi radioizotopi primordiali (113
Cd
, 116
Cd
; 128
Te
, 130
Te
; 124
Xe
, 136
Xe
; 144
Nd
, 150
Nd
; 147
Sm
, 148
Sm
;  235
U
, 238
U
). 
Deoarece vârsta Pământului este de 4,58×109 ani (4,6 miliarde de ani), din considerente practice, timpul de înjumătățire al nuclizilor considerați trebuie să fie superior unei valori aproximative de aproximativ 1×108 ani (100 milioane de ani). De exemplu, pentru un nuclid cu timp de înjumătățire de 6×107 ani (60 de milioane de ani),  au trecut circa 77 perioadele de înjumătățire de la formarea sa, ceea ce înseamnă că din fiecare mol (6,022×1023 atomi) din acel nuclid prezent la formarea Pământului, doar 4 atomi mai există astăzi. 
Cei patru nuclizi primordiali de viață scurtă (nuclizii cu cel mai scurt timp de înjumătățire) sunt 232
Th
, 238
U
, 40
K
 și 235
U
. Aceștia prezintă un timp de înjumătățire comparabil sau mai mic decât vârsta estimată a Universului. (232Th are un timp de înjumătățire superior a 14 miliarde de ani, puțin mai lung decât vârsta Universului). Pentru o listă completă a celor 34 de radionuclizi primordiali cunoscuți, incluzând ceilalți 30 de izotopi cu timpi de înjumătățire mult superiori vârstei Universului, vedeți lista completă de mai jos. Din punct de vedere practic, nuclizii cu timp de înjumătățire mult mai lungi decât vârsta Universului, pot fi tratați ca și cum ar fi stabili. 232Th și 238 U au timpi de înjumătățire suficient de lungi pentru ca dezintegrarea lor să fie limitată de-a lungul vârstei geologice; 40 K și 235 U au  timpi de înjumătățire mai scurți și – prin urmare – cantitățile existente mult inferioare celor originale, dar sunt încă suficient de lungi pentru a persista în mod semnificativ în natură. 
Nuclidul care urmează acestei liste este 244
Pu
, cu un timp de înjumătățire de 8,8×107 ani. S-a raportat că ar exista în natură ca nuclid primordial, deși studiile ulterioare nu au condus la detectarea sa. Acestuia îi urmează 146
Sm
, care are un timp de înjumătățire de 8,8×107 ani, aproximativ dublu față de următorul nuclid neprimordial, 92
Nb
 (3,5×107 ani). Având în vedere că toți acești nuclizi trebuie să existe timp de cel puțin 4,6×107 ani, 244Pu ar trebui să supraviețuiască 57 de perioade de înjumătățire (și prin urmare abundența sa să se reducă cu un factor de 257 ≈ 1,4×1017), 146Sm - 67 astfel dede perioade de înjumătățire  (abundența sa să se reducă cu un factor de 267 ≈ 1,5×1020) și 92 Nb - 130 de perioade de înjumătățire (abundența sa să se reducă cu un factor de 2130 ≈ 1,4×1039). Având în vedere abundențele inițiale potențiale ale acestor nuclizi, cantități posibil măsurabile de 244Pu și 146Sm ar trebui să persiste astăzi, în timp ce acestea nu ar trebui să existe pentru 92Nb și toți ceilalți radionuclizi de viață mai scurtă. Nuclizi precum 92Nb care au fost prezenți în nebuloasa primordială, dar s-au dezintegrat de mult, sunt numiți „radionuclizi extinți” dacă nu există alte mijloace pentru a fi regenerați.
 

Deoarece elementele chimice primordiale conțin deseori din mai mult de un izotop primordial, există doar 83 de elemente chimice primordiale. Dintre acestea, 80 au cel puțin un izotop stabil din punct de vedere observațional, iar alte trei elemente primordiale au doar izotopi radioactivi (bismut, thoriu și uraniu). 

Abundența relativă a elementelor chimice din crusta Pământului

## Nuclizi naturali neprimordiali
Unii izotopi instabili care apar în natură (cum ar fi 14
C
, 3
H
 și 239
Pu
) nu sunt primordiali, întrucât trebuie să fie în mod constant regenerați. Această regenerare are loc fie datorită radiației cosmice (precum în cazul nuclizilor cosmogeni 14
C
 și 3
H
) sau (rareori) în urma unor procese precum transmutația geonucleară (captura neutronilor emiși de către nucleele de uraniu în cazul  237
Np
 și 239
Pu
). Alte exemple de nuclizi neprimordiali răspândiți sunt izotopii radonului, poloniului și radiului, nuclee fiică radiogene ale dezintegrării uraniului, care se găsesc în minereurile de uraniu. O serie radiogenică similară derivă din nuclidul primordial radioactiv 232Th. Toți acești nuclizi au un timp de înjumătățire mai scurt decât nuclizii radioactive primordiali. Alți nuclizi geogeni (precum 126Sn) pot să apară în mod natural ca produși de fisiune spontană a unuia dintre cei trei nuclizi de viață lungă, 232Th, 235U sau 238U.

## Elemente primordiale
Există 252 de nuclizi primordiali stabili și nuclizi  primordiali radioactivi, dar numai 80 de elemente primordiale stabile (cu numerele de ordine de la 1 la 82, respectiv de la hidrogen până la plumb, exclusiv elementele 43 și 61, respectiv technețiu și promețiu), precum și trei elemente primordiale radioactive (bismut, thoriu și uraniu). Timpul de înjumătățire al 208Bi este atât de lung, încât elementul bismut este adesea clasificat alături de cele 80 de elemente primordiale stabile. Numărul de elemente este inferior numărului de nuclizi, deoarece multe dintre elementele primordiale sunt reprezentate de mai mulți izotopi. 

## Nuclizi stabili naturali
Așa cum s-a menționat, există 252 nuclizi naturali stabili, dintre care unele pot fi considerați instabili. Acesta nu afectează faptul dacă un nuclid este primordial, deoarece toți nuclizii „aproape stabili”, cu timpi de înjumătățire mai lungi decât vârsta Universului, sunt – de asemenea – primordiali. 

## Nuclizi primordiali radioactivi
Deși se estimează că aproximativ 34 de nuclizi primordiali sunt radioactivi, este foarte dificil să se determine numărul total exact de radionuclizi primordiali, deoarece numărul total de nuclizi stabili este incert. Există numeroși nuclizi cu timp de viață îndelungat, a căror timp de înjumătățire este încă necunoscut. De exemplu, se estimează teoretic că toți izotopii stabili ai wolframului ar trebui să fie radioactivi, dezintegrându-se prin emisie alfa. La nivelul anului 2013, acest fapt a putut fi dovedit experimental doar pentru 180
W
. În mod similar, s-a prezis că toți cei patru izotopi primordiali ai plumbului s-ar dezintegra în izotopi ai mercurului, dar timpul de înjumătățire prezis este atât de lung (unii depășind 10100 ani) încât acest lucru nu poate fi observat în viitorul apropiat. Cu toate acestea, numărul de nuclizi cu timpi de înjumătățire atât de lungi încât nu pot fi măsurați cu instrumentele actuale – deci considerați din acest punct de vedere ca fiind stabili – este limitat. Chiar și atunci când se constată că un nuclid „stabil” este radioactiv, acesta este mutat din lista de izotopi stabili în lista de izotopi instabilă de nuclzi primordiali, astfel că numărul total de nuclizi primordiali rămâne neschimbat. 

### Lista nuclizilor radioactivi primordiali și timpii de înjumătățire măsurați
Acești nuclizi primordiali reprezintă radioizotopii a 28 de elemente chimice distincte (cadmiu, neodim, samariu, telur, uraniu și xenon au fiecare doi radioizotopi primordiali). În tabelul următor, radionuclizii primordiali sunt enumerați în ordinea stabilității, respectiv în ordinea descrescătoare a timpilor de înjumătățire. Acești radionuclizi sunt – în multe cazuri – aproape stabili, încât concurează pentru abundență cu izotopii stabili ai elementelor respective. Pentru trei elemente chimice (indiu, telur și reniu) un nuclid radioactiv primordial cu durată de viață lungă se găsește într-o abundență superioară nuclidului stabil. 
Radionuclidul cu durata de viață cea mai îndelungată are un timp de înjumătățire de 2,2×1024 ani, care este de 160 trilioane de ori mai îndelungat decât vârsta Universului . Doar patru dintre acești 34 de nuclizi au timpi de înjumătățire mai inferiori sau egali vârstei Universului. Majoritatea celorlalți 30 au timpi de înjumătățire mult mai îndelungați. 235U, izotopul primordial cu timpul de viață cel mai scăzut, are un timp de înjumătățire de 704 milioane de ani, aproximativ o șesime din vârsta Pământului și a Sistemului Solar. 
| Nr. | Nuclid | Energie  | Timp de înjumătățire (ani) | Mod de dezintegrare | Energie de dezintegrare (MeV) | Raport aproximativ timp de înjumătățire: vârsta Universului |
| --- | ------ | -------- | -------------------------- | ------------------- | ----------------------------- | ----------------------------------------------------------- |
| 253 | 128Te  | 8,743261 | 2,2×1024                   | 2 β−                | 2,530                         | 160 trilioane                                               |
| 254 | 124Xe  | 8,778264 | 1,8×1022                   | KK                  | 2,864                         | 1 trilion                                                   |
| 255 | 78Kr   | 9,022349 | 9,2×1021                   | KK                  | 2,846                         | 670 bilioane                                                |
| 256 | 136Xe  | 8,706805 | 2,165×1021                 | 2 β−                | 2,462                         | 150 bilioane                                                |
| 257 | 76Ge   | 9,034656 | 1,8×1021                   | 2 β−                | 2,039                         | 130 bilioane                                                |
| 258 | 130Ba  | 8,742574 | 1,2×1021                   | KK                  | 2,620                         | 90 bilioane                                                 |
| 259 | 82Se   | 9,017596 | 1,1×1020                   | 2 β−                | 2,995                         | 8 bilioane                                                  |
| 260 | 116Cd  | 8,836146 | 3,102×1019                 | 2 β−                | 2,809                         | 2 bilioane                                                  |
| 261 | 48Ca   | 8,992452 | 2,301×1019                 | 2 β−                | 4,274, 0,0058                 | 2 bilioane                                                  |
| 262 | 96Zr   | 8,961359 | 2,0×1019                   | 2 β−                | 3,4                           | 1 bilioane                                                  |
| 263 | 209Bi  | 8,158689 | 1,9×1019                   | α                   | 3,137                         | 1 bilioane                                                  |
| 264 | 130Te  | 8,766578 | 8,806×1018                 | 2 β−                | 0,868                         | 600 milioane                                                |
| 265 | 150Nd  | 8,562594 | 7,905×1018                 | 2 β−                | 3,367                         | 600 milioane                                                |
| 266 | 100Mo  | 8,933167 | 7,804×1018                 | 2 β−                | 3,035                         | 600 milioane                                                |
| 267 | 151Eu  | 8,565759 | 5,004×1018                 | α                   | 1,9644                        | 300 milioane                                                |
| 268 | 180W   | 8,347127 | 1,801×1018                 | α                   | 2,509                         | 100 milioane                                                |
| 269 | 50V    | 9,055759 | 1,4×1017                   | β+ sau β−           | 2,205, 1,038                  | 10 milioane                                                 |
| 270 | 113Cd  | 8,859372 | 7,7×1015                   | β−                  | 0,321                         | 600.000                                                     |
| 271 | 148Sm  | 8,607423 | 7,005×1015                 | α                   | 1,986                         | 500.000                                                     |
| 272 | 144Nd  | 8,652947 | 2,292×1015                 | α                   | 1,905                         | 200.000                                                     |
| 273 | 186Os  | 8,302508 | 2,002×1015                 | α                   | 2,823                         | 100.000                                                     |
| 274 | 174Hf  | 8,392287 | 2,002×1015                 | α                   | 2,497                         | 100.000                                                     |
| 275 | 115In  | 8,849910 | 4,4×1014                   | β−                  | 0,499                         | 30.000                                                      |
| 276 | 152Gd  | 8,562868 | 1,1×1014                   | α                   | 2,203                         | 8.000                                                       |
| 277 | 190Pt  | 8,267764 | 6,5×1011                   | α                   | 3,252                         | 47                                                          |
| 278 | 147Sm  | 8,610593 | 1,061×1011                 | α                   | 2,310                         | 7,7                                                         |
| 279 | 138La  | 8,698320 | 1,021×1011                 | K sau β−            | 1,737, 1,044                  | 7,4                                                         |
| 280 | 87Rb   | 9,043718 | 4,972×1010                 | β−                  | 0,283                         | 3,6                                                         |
| 281 | 187Re  | 8,291732 | 4,122×1010                 | β−                  | 0,0026                        | 3                                                           |
| 282 | 176Lu  | 8,374665 | 3,764×1010                 | β−                  | 1,193                         | 2,7                                                         |
| 283 | 232Th  | 7,918533 | 1,406×1010                 | α sau SF            | 4,083                         | 1                                                           |
| 284 | 238U   | 7,872551 | 4,471×109                  | α sau SF sau 2 β−   | 4,270                         | 0,3                                                         |
| 285 | 40K    | 8,909707 | 1,25×109                   | β− sau K or β+      | 1,311, 1,505, 1,505           | 0,09                                                        |
| 286 | 235U   | 7,897198 | 7,04×108                   | α sau SF            | 4,679                         | 0,05                                                        |

#### Legendă
Nr. (număr): un număr pozitiv funcțional de referință. Aceste numere s-ar putea schimba ușor în viitor, deoarece acum există 162 de nuclizi clasificați ca fiind stabili, dar care teoretic ar trebui să fie instabili, astfel încât experimente viitoare ar putea demonstra că unii sunt – de fapt – instabili. Numărul începe la 253, urmând celor 252 de nuclizi (sau izotopi) stabili care nu au fost încă detectați ca fiind radioactivi
Nuclid: specii nucleare identificate în baza numărului de masă A și a simbolului pentru elementul chimic corespunzător (implică un număr de protoni dat)
Energie: raportul dintre masa nucleului și masa unui neutron (având deci o valoare pozitivă pentru toți nuclizii) în MeV/c2, în mod formal: (mn−mnuclid)/A
Timp de înjumătățire: exprimat în ani; trilion - 1018 (un miliard de miliarde); bilion - 1012 (o mie de miliarde)